# Liber divinorum operum
Il Liber divinorum operum ("Libro delle opere divine")  è un codice illustrato risalente al XIII secolo
Si tratta dell’unica copia illustrata delle tre trascrizioni del manoscritto che Ildegarda di Bingen scrisse tra il 1163 e il 1174, oltre che della più antica.

## Storia
Il codice proviene dalla Libreria del Convento dei Chierici regolari della Madre di Dio di Lucca, soppresso nel 1877, dal quale i circa 13.000 volumi confluirono nella Biblioteca statale di Lucca.
Il codice è stato restaurato nel 1936.

## Descrizione
Il codice è redatto in scrittura gotica, su due colonne di 38 righe ciascuna, con rigatura tracciata a secco. I titoli, i sommari, gli incipit e gli explicit delle varie visioni sono in inchiostro rosso, i capilettera sono in rosso e in blu. Sono presenti dieci miniature a piena pagina. È presente una doppia  numerazione: una moderna a matita e l'altra più antica a penna, che coincidono fino a c. 108, mentre la numerazione più antica prosegue.
L’opera contiene le visioni di Ildegarda narrate in prima persona, seguite da un commento esplicativo pronunciato da Dio. Le tavole miniate, a piena pagina e con dimensioni diverse, illustrano singolarmente le visioni della santa, che viene in tutte rappresentata in un angolo, seduta per scrivere mentre guarda verso l’alto. 
Le rappresentazioni delle visioni non sono perfettamente aderenti al testo, ma da esso estrapolano episodi particolarmente rilevanti, come l’immagine dello spirito del mondo, la struttura del cosmo, il sistema dei venti, la figura umana collocata al centro dell’universo, il tema del mostro e delle figure fantastiche ed allegoriche, il globo terrestre, lo schema della città.